# Уриханян, Тигран Хачатурович
Тигран Хачатурович Уриханян (арм. Տիգրան Խաչատուրի Ուրիխանյան, 27 августа 1979, Ереван, Армянская ССР, СССР) — армянский политик, государственный и общественный деятель.
Депутат Национального Собрания Республики Армения 7-го созыва, депутат Национального Собрания Республики Армения 6-го созыва, председатель постоянной комиссии Национального Собрания РА по вопросам науки, образования, культуры, молодежи и спорта, депутат Национального Собрания Республики Армения 5-го созыва, председатель Прогрессивной центристской партии "Альянс". Заместитель председателя постоянной комиссии Межпарламентской Ассамблеи СНГ по культуре, информации, туризму и спорту.

## Образование
- 1996 — окончил среднюю школу №38 имени В. Белинского.
- 1996 — поступил в Ереванский государственный университет языков и социальных наук имени В. Я. Брюсова на факультет иностранных языков, но не окончил его.
- 2001 — окончил специализированные курсы учебного центра «R&R» по специальности «управляющий предприятиями».
- 2004—2007 — учился в Университете управления и развития образования.
- 2008 — окончил юридический факультет Университета международных отношений имени А. Ширакаци.

## Работа
В разные годы занимал руководящие должности в ряде хозяйственных организации.
- 2001—2004 — генеральный директор ООО «Сарек».
- 2008 — исполнительный директор ООО «Трансконсервис».
- 2009—2011 — работал в дочернем предприятии ЗАО «АрмРосгазпром», ООО «Эй-И-Джи Сервис», должность - советник генерального директора.

## Общественная деятельность
- 2002 — создал и возглавил общественную организацию "Вспомогательные правоохранительные отряды Еревана".
- 2004 — основал общественное объединение "Стабильность".
- С 2011г. — руководитель инициативной группы Армяно-Российского Союза Общественных Организаций. Член правления, координатор АРСОО.

## Политическая деятельность
- 2000 — возглавил Прогрессивную Партию Армении.
- 2007—2009 — стал председателем правления Прогрессивной Партии Армении.
- 2011 — избран членом Политического Совета партии "Процветающая Армения".
- 26 февраля 2011 — назначен координатором штабов Центрального округа.
- 6 мая 2012 — избран депутатом Национального Собрания Республики Армения по пропорциональной системе.
- 2012—2015 — ответственный по информации и связям с общественностью партии "Процветающая Армения".
- 16 мая—2015 — на учредительном съезде Прогрессивной центристской партии "Альянс" избран председателем партии.
- 2017 — избран депутатом Национального Собрания по общегосударственному избирательному списку от блока партий “Царукян”.
- 2018 - избран депутатом Национального Собрания по общегосударственному избирательному списку партии “Процветающая Армения”.

## Международная деятельность
- Член Парламентской Ассамблеи Организации по безопасности и сотрудничеству в Европе /ПА ОБСЕ/
- Член Парламентской Ассамблеи организации Договора о коллективной безопасности /ПА ОДКБ/
- Член Межпарламентской Ассамблеи СНГ (МПА СНГ)

## Награды
- Медаль “Святой Георгий Победоносец” (2011г., РФ)
- Памятная медаль “140 лет со дня рождения В.И. Ленина” (2011г., РФ, КП)
- Юбилейная медаль “70 лет Победы в Великой Отечественной войне” (2014г., МО, РБ)
- медаль и почетная грамота за участие в деятельности МПА СНГ и вклад в дело укрепления дружбы между народами государств СНГ (2015г.).
- Медаль «За укрепление парламентского сотрудничества» (27 марта 2017 года, Межпарламентская ассамблея СНГ) — за особый вклад в развитие парламентаризма, укрепление демократии, обеспечение прав и свобод граждан в государствах — участниках Содружества Независимых Государств[1].
- Почётная грамота Совета МПА СНГ (16 апреля 2015 года, Межпарламентская ассамблея СНГ) — за активное участие в деятельности Межпарламентской Ассамблеи и её органов, вклад в укрепление дружбы между народами государств — участников Содружества Независимых Государств[2].

## Семья
Женат, имеет двух детей